# Treffpunkt im Unendlichen

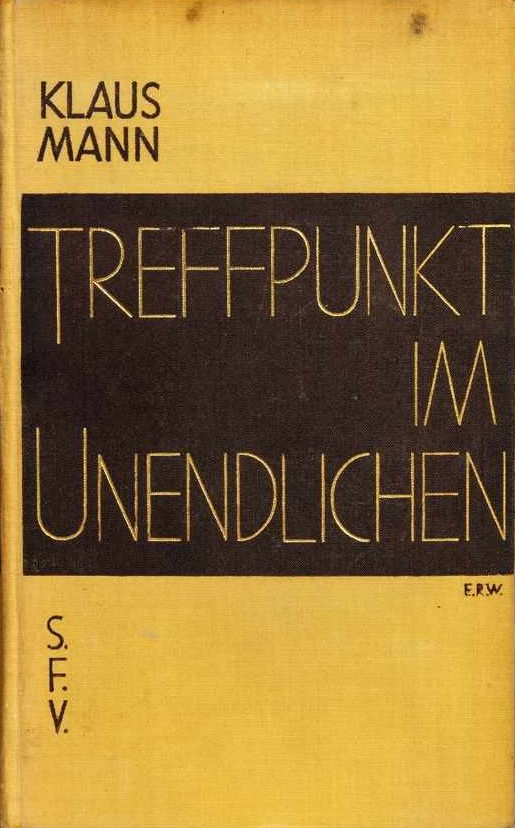
Umschlag der Erstausgabe, S. Fischer Verlag, 1932

Treffpunkt im Unendlichen ist der dritte Roman Klaus Manns, der erstmals im Jahr 1932 bei S. Fischer in Berlin erschien.

## Inhalt
Treffpunkt im Unendlichen ist das literarisch bedeutendste Werk Klaus Manns vor dem Exil. Der Roman zeichnet ein Bild der Generation in Deutschland kurz vor Hitlers Machtergreifung. Er schildert das Leben junger Menschen zwischen Sehnsucht und Verzweiflung, politischer Rebellion und der Flucht aus dem Alltag. Er umfasst drei Hauptstränge, die aus der Erfahrungswelt des Autors stammen: Drogen, Suizid und Liebe. In den Figuren Sebastian und Sonja finden sich Züge des Autors und seiner Schwester Erika. Der dämonische Dr. Massis erinnert in mancher Beschreibung an den Schriftsteller Gottfried Benn, und in der Figur des Tänzers Gregor Gregori charakterisiert Klaus Mann einen Vorläufer seines karrierebesessenen Mephisto-Helden Hendrik Höfgen.

## Wirkung
Hermann Hesse kritisierte in der Neuen Rundschau vom Mai 1933 (Jg. 64, H. 5, S. 698–700), ohne den Buchtitel zu nennen, dass der Romanheld Sebastian im Hotelzimmer Nummer Elf wohne, kurz darauf sei es die Nummer Zwölf gewesen und wertete: „Das „hübsche“ Buch sei für den Tag, für den Augenblick geschrieben“, und „auf einmal verliert das ganze Buch an innerem Gewicht, an Verantwortung, an Echtheit und Substanz, alles wegen dieser dummen Nummer Zwölf“. Der Verleger Samuel Fischer äußerte hingegen, Treffpunkt im Unendlichen sei dieses Autors „erstes richtiges Buch“.
In einem Nachwort der Neuausgabe des Rowohlt Verlags informiert der Klaus-Mann-Kenner Fredric Kroll über Entstehung und Hintergründe des Romans.